# عبد السلام (نام)
عبد السلام یک نام کوچک یا نام خانوادگی‌ست. افراد شاخص با این نام از این قرارند:
- عبدالسلام (دانشجو)
- عبدالسلام ابوبکر
- عبدالسلام الاسمر
- عبدالسلام الغدابی
- عبدالسلام المجالی
- عبدالسلام النابلسی
- عبدالسلام بن جلون
- عبدالسلام جلود
- عبدالسلام جمعه
- عبدالسلام راکتی
- عبدالسلام صبره
- عبدالسلام ضعیف
- عبدالسلام عارف
- عبدالسلام عظیمی
- عبدالسلام وعدو
- محمد عبد السلام

- بلعید عبدالسلام
- راضی بن عبدالسلام
- شادی عبدالسلام
- شریف عبدالسلام
- صلاح عبدالسلام